# Ammophila hemilauta
Ammophila hemilauta är en biart som beskrevs av Kohl 1906. Ammophila hemilauta ingår i släktet Ammophila och familjen grävsteklar. Inga underarter finns listade i Catalogue of Life.